# 宍戸就延
宍戸 就延（ししど なりのぶ）は、江戸時代前期の武士。毛利家家臣で長州藩の家老。宍戸家第18代当主。父は熊谷元実。祖父は宍戸広匡。母は杉重政の娘。兄は宍戸就附、熊谷就実。正室は阿川毛利家当主・毛利就泰の娘。養子に宍戸広隆。

## 生涯
寛永20年（1643年）2月1日、毛利氏家臣・熊谷元実の三男として生まれる。
延宝4年（1676年）12月14日、宍戸氏当主となっていた実兄・宍戸就附が嫡男不在のまま死去したため家督を相続し、三丘領主、長州藩の一門家老となった。
天和2年（1682年）の朝鮮通信使来朝の際には、赤間関で接待役を務めた。
宝永元年（1704年）幕府より江戸城普請助役を命じられ、普請惣奉行を務める。
正徳5年（1715年）、万役山事件により長州藩と支藩の徳山藩が対立すると、翌正徳6年（1716年）に特使として徳山藩に派遣され、徳山藩主・毛利元次の説得にあたったが、長州藩側の意向を尋ねる元次に対して「よくお考えください」と述べるだけで要領を得なかったため不調に終わる。
享保7年（1722年）7月21日に萩にある宍戸氏の屋敷において死去。享年80。宍戸家の菩提寺である周防国熊毛郡三丘の久岳山貞昌寺に葬られる。家督は実兄・熊谷就実の子である広隆が相続した。